# Марафон (мультфильм)
«Марафон» (англ. The Marathon) — советский короткометражный мультфильм, выпущенный в 1988 году киностудиями «Беларусьфильм» и «Союзмультфильм». Курсовая работа режиссёров Михаила Тумели и Александра Петрова. Мультфильм посвящён 60-летию Микки Мауса и широко демонстрировался в США во время юбилейных программ «Студии Диснея».

## История
В ноябре 1988 года отмечалось 60-летие Микки Мауса. В это же время впервые Советский Союз посещала делегация компании «Дисней» во главе с Роем Диснеем. Советские художники-мультипликаторы преподнесли Рою мультфильм «Марафон» в качестве подарка Микки Маусу.
Мультфильм снимался пять месяцев и, благодаря тому, что многие мультипликаторы работали на одном только энтузиазме, стоил всего 300 советских рублей.

## Сюжет
Ребёнок подходит к экрану, где видит своё отражение. Благодаря волшебной кисти отражение превращается в Микки Мауса. Ребёнок и мышонок начинают танцевать. Тем временем вверху экрана идут цифры отображающие количество лет существования Микки Мауса. Ребёнок всё это время растёт: становится подростком, потом юношей, затем взрослым человеком. Цифры доходят до 60. Микки Маус не изменился, он всё так же весел и хочет танцевать. Ребёнок же к этому времени уже старый человек, немного отдышавшись он садится в кресло. Теперь за мышонком начинает наблюдать другой малыш, уже из другого поколения.

## Съёмочная группа
| Режиссёры              | Михаил Тумеля, Александр Петров                    |
| Автор сценария         | Михаил Тумеля                                      |
| Художники-постановщики | Михаил Тумеля, Александр Петров                    |
| Мультипликаторы        | Александр Дорогов, Михаил Тумеля, Александр Петров |
| Оператор               | Михаил Комов                                       |
| Музыка                 | Александр Варламов, Лилиуокалани                   |
| Хореография            | Борис Бреслер                                      |
| Звукооператор          | Александр Черномордик                              |
| Монтаж                 | Лариса Резниченко                                  |
| Администраторы         | Иосиф Боярский, Александр Залесский                |